# بن براودر
بن براودر (بالإنجليزية: Ben Browder)‏ هو ممثل أمريكي (من مواليد 11 ديسمبر 1962) في ممفيس، تينيسي. من أبرز الأعمال التي شارك فيها ستارغيت إس جي 1 .

## الحياة الشخصية
ولد بن في ممفيس، تينيسي وترعرع في شارلوت.ولدة كان متسابق للسيارات .درس بن في جامعة فيرمان في غرينفيل، وتخرج منها بدرجة في علم النفس

## الأعمال
- ستارغيت إس جي 1

## روابط خارجية
- بن براودر على موقع IMDb (الإنجليزية)
- بن براودر على موقع روتن توميتوز (الإنجليزية)
- بن براودر على موقع ألو سيني (الفرنسية)
- بن براودر على موقع تيرنر كلاسيك موفيز (الإنجليزية)
- بن براودر على موقع أول موفي (الإنجليزية)
- بن براودر على موقع قاعدة بيانات برودواي على الإنترنت (الإنجليزية)
- بن براودر على موقع قاعدة بيانات الأفلام السويدية (السويدية)
- بن براودر على موقع إن إن دي بي (الإنجليزية)
- بن براودر على موقع قاعدة بيانات الفيلم (الإنجليزية)
- بن براودر على موقع كينوبويسك (الروسية)